# Campeonato de España de Atletismo 2024
El CIV Campeonato de España de Atletismo se disputó los días 28, 29 y 30 de junio de 2024 en la Ciudad Deportiva Camilo Cano de La Nucía (Alicante). Se trata de la misma sede que ya acogió el campeonato de 2019.
Junto a las pruebas habituales del programa, se celebraron los campeonatos de España de relevos por clubes (4×100 y 4×400) y de pruebas combinadas (decatlón y heptatlón).

## Resultados
En las tablas de resultados se utilizan las siguientes marcas:
 = Récord nacional

 = Récord de los campeonatos

 = Mejor marca personal

 = Mejor marca de la temporada

### Hombres
| Prueba                         | | | |
| ------------------------------ | --- | --- | --- |
| 100 m (viento: -0.5 m/s)       | Abel Jordán Facsa - Playas de Castellón 10.19 =                                                                                   | Ricardo Sánchez Fent Camí Mislata 10.31                                                                                                | Bernat Canet Cornellà At. 10.44 |
| 200 m (viento: -0.4 m/s)       | Pol Retamal C.A. Adidas 20.57 | Juan Carlos Castillo Fent Camí Mislata 20.81                                                                                           | Daniel González E.A. Majadahonda 20.86 |
| 400 m                          | Óscar Husillos C.A. Adidas 45.66                                                                                                  | Iñaki Cañal Facsa - Playas de Castellón 45.89                                                                                          | David García Zurita At. Badajoz 46.06 |
| 800 m                          | Mohamed Attaoui Independiente 1:45.03                                                                                             | Josué Canales New Balance Team 1:45.53                                                                                                 | Adrián Ben C.A. Adidas 1:45.55 |
| 1500 m                         | Adel Mechaal Asics Running 3:35.49                                                                                                | Javier Mirón New Balance Team 3:36.15                                                                                                  | Mario García Romo Independiente 3:36.31                                                                                                   |
| 5000 m                         | Thierry Ndikumwenayo Facsa - Playas de Castellón 13:20.81                                                                         | Adel Mechaal Asics Running 13:24.52 | Eduardo Menacho Asics Running 13:37.45 |
| 110 m vallas (viento: 0.0 m/s) | Enrique Llopis C.A. Adidas 13.09 = LE                                                                                             | Asier Martínez Nike Running 13.42 | Abel Jordán Facsa - Playas de Castellón 13.55                                                                                             |
| 400 m vallas                   | Jesús David Delgado Tenerife CajaCanarias 49.43                                                                                   | Sergio Fernández Grupompleo Pamplona At 49.77                                                                                          | Javier Lorente L'Hospitalet At. 50.17 |
| 3000 m obstáculos              | Daniel Arce New Balance Team 8:23.84                                                                                              | Víctor Ruiz Facsa - Playas de Castellón 8:24.84                                                                                        | Sebastián Martos Hoka 8:27.12 |
| Salto de altura                | David González Image FDR 2.15 1.96o/2.01xo/2.06xxo/2.09xxo/ 2.12o/2.15o/2.17xxx                                                   | Alexis Sastre Facsa - Playas de Castellón 2.12 2.01o/2.06xo/2.09o/ 2.12o/2.15xxx                                                       | Carlos Rojas Unicaja Jaén Paraíso Interior 2.12 2.01xxo/2.06xx-/2.09o/ 2.12o/2.15xx-/2.17x                                                |
| Salto con pértiga              | Adrián Pérez Tenerife CajaCanarias 5.45 5.00xo/5.15-/5.25o/5.35o/ 5.40x-/5.45xo/5.50xxx                                           | Juan Luis Bravo Grupompleo Pamplona At 5.40 5.00xo/5.15-/5.25o/5.35o/ 5.40o/5.45xxx                                                    | Artur Coll Fent Camí Mislata 5.40 5.00xo/5.15-/5.25o/5.35x-/ 5.40o/5.45xx-/5.50x                                                          |
| Salto de longitud              | Jaime Guerra Cornellà At. 8,17 LE 7,98(+2.5)/x/8,02(+0.4)/ 7,88(+0.9)/x/8,17(+0.1)                                                | Eusebio Cáceres Independiente 8,07 7,99(+0.7)/x/x/ x/8,07(+0.4)/x                                                                      | Iker Arotzena Super Amara BAT 7,85 x/7,61(+2.6)/7,50(+1.9)/ 7,60(+0.3)/7,85(+0.3)/7,67(+1.1)                                              |
| Triple salto                   | Jordan Díaz FC Barcelona 17.71 17.32(+1.1)/17.71(+0.1)/-/ 17.50(+0.3)/-/x                                                         | Vicente Docavo Lô Esport Menorca 16.36 (+0.6)/-/-/ -/x/13.49(-0.8)                                                                     | Pablo Delgado Fent Camí Mislata 15.84 15.56(+0.1)/15.80(+0.4)/15.81(-0.2)/ x/x/15.84(-0.2)                                                |
| Lanzamiento de peso            | Carlos Tobalina FC Barcelona 19.31 x/17.85/18.41/19.31/x/18.27                                                                    | Miguel Gómez Facsa - Playas de Castellón 19.02 /18.58/x/x/18.91/18.98                                                                  | Andre Muller UCAM-Cartagena 18.70 x/18.23/x/18.18/18.70/x                                                                                 |
| Lanzamiento de disco           | Diego Casas Facsa - Playas de Castellón 61,41 59,75/60,00/61,41/60,71/x/x                                                         | Yasiel Sotero Tenerife CajaCanarias 61,26 x/60,46/61,26/x/60,81/x                                                                      | Luis Manuel Ramírez Atletismo Numantino 57,46 54,80/x/56,58/57,46/x/x                                                                     |
| Lanzamiento de martillo        | Kevin Arreaga Facsa - Playas de Castellón 73.72 LE 70.29/73.72/70.60/71.60/73.14/73.67                                            | Pedro José Martín Fent Camí Mislata 70.20 65.89/66.81/70.20/69.31/69.03/66.59                                                          | Alberto González Unicaja Jaén Paraíso Interior 68.73 68.21/x/x/68.73/x/x                                                                  |
| Lanzamiento de jabalina        | Manu Quijera Grupompleo Pamplona At 78.47 /x/77.86/76.00/77.83/x                                                                  | Nicolás Quijera Grupompleo Pamplona At 75.31 2.16/75.31/70.84/67.93/69.22/x                                                            | Pablo Costas S.G. Pontevedra 73.35 70.69/69.54/71.58/69.90/73.35/67.05                                                                    |
| Decatlón                       | Jorge Ureña Independiente 8102 p LE 10.82(-0.6) / 7,32(0.0) / 14,42 / 1,97 / 48.72 // 14.25(0.0) / 39,23 / 4,90 / 55,33 / 4:26.75 | David Abrines Atletismo Albacete 7580 p 11.11(-0.5) / 7,16(+0.9) / 13,94 / 1,94 / 49.64 // 14.82(0.0) / 42,13 / 4,10 / 62,10 / 4:54.12 | Tayb David Loum C.A. Sprint Moncada 7373 p 10.73(-0.5) / 7,58(+1.3) / 12,59 / 1,88 / 47.22 // 14.38(0.0) / 33,57 / 3,90 / 42,29 / 4:39.31 |
| 10 000 m marcha                | Álvaro Martín CAPEX 38:53.64 LE                                                                                                   | Miguel Ángel López UCAM Murcia 38:56.65                                                                                                | Daniel Chamosa S.G. Pontevedra 39:28.23                                                                                                   |
| Relevos 4 × 100 m              | Real Sociedad Javier Mariscal Andoni Calbano Joseba Larrauri Daniel San Juan 39.62 LE                                             | Facsa - Playas de Castellón Carlos Dorado Alberto Calero Daniel Rodríguez Mauro Triana 39.85                                           | Fent Camí Mislata Ricardo Sánchez Juan Carlos Castillo Miguel Izquierdo Dewi Thomas Hammond 40.11                                         |
| Relevos 4 × 400 m              | Facsa - Playas de Castellón Manuel Guijarro José Miguel Pons Aleix Porras Iñaki Cañal 3:08.15                                     | At. Intec-Zoiti Eliezer Zolawo Alejandro Per Gonzalo López Hamza Dair 3:08.63                                                          | L'Hospitalet At. Fabián Opance Joan Moreno Ignacio Flaquer Javier Lorente 3:09.01                                                         |

1. ↑  45.57 LE en semifinales
2. ↑  El atleta Yasmani Fernández, que participaba fuera de concurso, terminó en segundo lugar en la competición (71.30).
3. ↑  El atleta Nash Lowis, que participaba fuera de concurso, terminó en segundo lugar en la competición (77.93).
4. ↑  El atleta Gerson Vidal Izaguirre, que participaba fuera de concurso, terminó en tercer lugar en la competición (7553 p).

### Mujeres
| Prueba                         | | | |
| ------------------------------ | --- | --- | --- |
| 100 m (viento: -1.2 m/s)       | Paula García Grupompleo Pamplona At 11.46                                                                | Lucía Carrillo Independiente 11.49                                                                              | Sonia Molina-Prados Valencia Club de Atletismo 11.62                                                            |
| 200 m (viento: -0.3 m/s)       | Jaël Bestué C.A. Adidas 22.73 LE                                                                         | Paula Sevilla Facsa - Playas de Castellón 23.03                                                                 | Esther Navero Facsa - Playas de Castellón 23.06                                                                 |
| 400 m                          | Berta Segura Independiente 51.68 =LE                                                                     | Blanca Hervás Valencia Club de Atletismo 51.98                                                                  | Carmen Avilés Facsa - Playas de Castellón 52.49                                                                 |
| 800 m                          | Lorea Ibarzabal Nike Running 2:00.12                                                                     | Daniela García New Balance Team 2:00.83                                                                         | Lucía Pinacchio Independiente 2:01.16                                                                           |
| 1500 m                         | Esther Guerrero New Balance Team 4:02.75 LE                                                              | Águeda Marqués C.A. Adidas 4:03.90                                                                              | Naima Ait Alibou Bilbao Atletismo 4:09.07                                                                       |
| 5000 m                         | Marta García Independiente 15:38.64                                                                      | Idaira Prieto Independiente 15:41.08                                                                            | María Forero Independiente 15:45.88                                                                             |
| 100 m vallas (viento: 0.0 m/s) | Laura Bankó Barrutia A.E. 13.24                                                                          | Claudia Villalante Facsa - Playas de Castellón 13.26                                                            | Mireia López CA Tarragona 13.34                                                                                 |
| 400 m vallas                   | Daniela Fra Valencia Club de Atletismo 55.92                                                             | Sara Gallego CD Nike Running 56.63                                                                              | Carla García Valencia Club de Atletismo 57.12                                                                   |
| 3000 m obstáculos              | Carolina Robles Bilbao Atletismo 9:22.19                                                                 | Irene Sánchez-Escribano C.A. Adidas 9:24.47                                                                     | Marta Serrano New Balance Team 9:55.36                                                                          |
| Salto de altura                | Una Stancev Trops-Cueva de Nerja 1.87 LE 1.67o/1.72o/1.75o/1.78o/1.81o/ 1.83o/1.85xo/1.87o/1.89xx-/1.90x | Celia Rifaterra Valencia Club de Atletismo 1.87 LE 1.67o/1.72o/1.75xo/1.78o/1.81o/ 1.83xo/1.85xxo/1.87o/1.89xxx | Ona Bonet Avinent Manresa 1.83 1.62o/1.67o/1.72o/1.75o/1.78xo/1.81xxo/ 1.83xxo/1.85xxx                          |
| Salto con pértiga              | Malen Ruiz de Azúa Valencia Club de Atletismo 4,35 4,10xo/4,20-/4,25xo/4,30o/4,35o/4,40r                 | Mónica Clemente FC Barcelona 4,30 4,00o/4,10-/4,20o/4,25-/4,30o/4,35xxx                                         | Andrea San José Facsa - Playas de Castellón 4,30 m 4,10xo/4,20-/4,25o/4,30o/4,35x-/4,40xx                       |
| Salto de longitud              | Tessy Ebosele C.A. Adidas 6,59 (v) 6,59(+2.2)/6,23(+1.3)/6,11(+0.1)/ 6,14(-0.6)/6,20(0.0)/6,41(+0.1)     | Irati Mitxelena At. San Sebastián 6,58 (v) 6,40(+2.2)/6,58(+3.0)/6,44(+0.5)/ 6,43(sv)/6,27(-0.1)/x              | Andrea Arilla Grupompleo Pamplona At. 6,39 6,16(+1.8)/6,39(+1.7)/6,39(+0.2)/ x/6,31(+0.1)/x                     |
| Triple salto                   | Ana Peleteiro C.A. Adidas 14.27 13.07(-0.5)/13.56(-0.2)/13.86(+1.0)/ x/14.20(+0.1)/14.27(-0.1)           | Elda Romeva FC Barcelona 12.96 12.48(+0.1)/12.50(-0.7)/12.72(+0.2)/ 12.54(+1.5)/12.96(+0.3)/11.76(0.0)          | Naiara Estanga At. San Sebastián 12.86 12.57(+0.2)/12.51(-1.0)/12.86(+0.2)/ 12.70(+1.3)/12.81(+0.8)/12.82(+0.5) |
| Lanzamiento de peso            | Belén Toimil Facsa - Playas de Castellón 18.75 LE 17.45/18.00/17.94/18.75/18.32/17.95                    | Inés López Valencia Club de Atletismo 15.52 15.20/14.15/15.47/14.09/15.18/15.52                                 | Andrea Tankeu Atletismo Piélagos 14.41 13.87/x/14.41/x/x/12.92                                                  |
| Lanzamiento de disco           | Inés López Valencia Club de Atletismo 55.14 50.89/x/55.14/53.11/51.52/52.28                              | June Kintana Grupompleo Pamplona At. 52.72 50.20/52.72/x/x/x/50.25                                              | Nneka Ezenwa Trops-Cueva de Nerja 52.00 46.15/x/48.45/52.00/x/x                                                 |
| Lanzamiento de martillo        | Laura Redondo Valencia Club de Atletismo 68.36 65.61/68.36/67.06/x/66.63/x                               | Gema Martín AA Catalunya 64.85 63.31/63.19/62.97/63.90/63.67/64.85                                              | Natalia Sánchez Alcampo Scorpio 71 64.25 62.70/64.25/61.72/6064/x/x                                             |
| Lanzamiento de jabalina        | Yulenmis Aguilar Valencia Club de Atletismo 59.85 50.12/59.85/57.19/53.09/53.15/58.13                    | Carmen Sánchez Unicaja Jaén Paraíso Interior 51.86 48.61/47.56/51.86/51.79/49.47/x                              | Enya Carretero Alcampo Scorpio 71 51.43 50.64/50.34/46.75/48.93/49.17/51.43                                     |
| Heptatlón                      | Sofía Cosculluela Valencia C.A. 6017 p LE 13.61(-1.5)/1,68/13,14/24.36(-0.1)// 6,23(+0.6)/42,98/2:19.93  | Ivet Rovira L'Hospitalet At. 5228 p 14.72(-1.5)/1,59/10,65/25.18(-0.1)// 5,77(-0.3)/33,32/2:17.12               | Paula Pérez Municipal Arganda 5208 p 14.50(-1.5)/1,59/10,99/25.83(-0.1)// 5,57(-0.7)/37,10/2:19.03              |
| 10 000 m marcha                | Raquel González Independiente 44:33.78 LE                                                                | Antía Chamosa S.G. Pontevedra 44:39.24                                                                          | Lidia Sánchez-Puebla Facsa - Playas de Castellón 44:56.67                                                       |
| Relevos 4 × 100 m              | Facsa - Playas de Castellón Ona Rosell Ana Irene Elewe Paula Sevilla Esther Navero 44.05 LE              | Grupompleo Pamplona Laila Lacuey Nerea Bermejo Iratxe Sarasola Paula García 45.12                               | Atletismo Alarcón Andrea Pais Aleksandra Wruszak Paula Martínez Laura Martínez 45.33                            |
| Relevos 4 × 400 m              | Valencia Club de Atletismo Daniela Fra Laura Bueno Carla García Blanca Hervás 3:35.72                    | Playas de Castellón Eva Santidrián Anna Bellés Ana Garitaonandia Carmen Avilés 3:37.85                          | Atletismo Piélagos Lara Tomé Berdine Castillo Claudia Rojo Bárbara Camblor 3:39.51                              |

1. ↑  La atleta Aslin Quiala, que participaba fuera de concurso, terminó en segundo lugar en la competición (4.35).

## Récords batidos
Estos son los récords batidos durante el Campeonato de España de 2024.
| Tipo                           | Sexo    | Prueba                        | Marca   | Atleta            | Club                        |
| ------------------------------ | ------- | ----------------------------- | ------- | ----------------- | --------------------------- |
| Récord de España Sub-20        | Hombres | 110 m vallas                  | 13.70   | Daniel Castilla   | Fent Camí Mislata           |
| Récords de los Campeonatos     | Hombres | 110 m vallas                  | 13.09   | Enrique Llopis    | C.A. Adidas                 |
| Récords de los Campeonatos     | Mujeres | 800 m                         | 2:00.12 | Lorea Ibarzabal   | Nike Running                |
| Récords de los Campeonatos     | Mujeres | 1500 m                        | 4:02.75 | Esther Guerrero   | New Balance Team            |
| Récords de los Campeonatos     | Mujeres | 3000 m obstáculos             | 9:22.19 | Carolina Robles   | Bilbao Atletismo            |
| Récords de los Campeonatos     | Mujeres | Lanzamiento de peso           | 18.75   | Belén Toimil      | Facsa - Playas de Castellón |
| Mejor marca de los Campeonatos | Mujeres | 200 m (heptatlón)             | 24.36   | Sofía Cosculluela | Valencia Club de Atletismo  |
| Mejor marca de los Campeonatos | Mujeres | Salto de longitud (heptatlón) | 6.23    | Sofía Cosculluela | Valencia Club de Atletismo  |

## Medallero

### Comunidades Autónomas
En el medallero por comunidades autónomas se tiene en cuenta la comunidad de federación de cada atleta, no su lugar de nacimiento. Las pruebas de relevos no se tienen en cuenta para este medallero.
| Comunidad Autónoma   |   |   |    | TOTAL |
| -------------------- | - | - | -- | ----- |
| Comunidad de Madrid  | 8 | 7 | 10 | 25    |
| Cataluña             | 8 | 6 | 7  | 21    |
| Castilla y León      | 5 | 3 | 4  | 12    |
| País Vasco           | 4 | 2 | 1  | 7     |
| Comunidad Valenciana | 3 | 6 | 1  | 10    |
| Galicia              | 3 | 2 | 2  | 7     |
| Andalucía            | 2 | 1 | 5  | 8     |
| Navarra              | 1 | 4 | 1  | 6     |
| Castilla-La Mancha   | 1 | 2 | 1  | 4     |
| Canarias             | 1 | 1 | 0  | 2     |
| Cantabria            | 1 | 0 | 2  | 3     |
| Extremadura          | 1 | 0 | 1  | 2     |
| Islas Baleares       | 0 | 2 | 1  | 3     |
| Región de Murcia     | 0 | 1 | 1  | 2     |
| Asturias             | 0 | 1 | 0  | 1     |
| Aragón               | 0 | 0 | 1  | 1     |
| La Rioja             | 0 | 0 | 0  | 0     |

### Clubes
Los atletas independientes no cuentan para el medallero por clubes.
| Clubes                        |   |   |   | TOTAL |
| ----------------------------- | - | - | - | ----- |
| Facsa - Playas de Castellón   | 7 | 8 | 5 | 20    |
| Valencia Club de Atletismo    | 7 | 3 | 2 | 12    |
| C.A. Adidas                   | 6 | 2 | 1 | 9     |
| Grupompleo Pamplona At.       | 2 | 5 | 1 | 8     |
| New Balance Team              | 2 | 3 | 1 | 6     |
| FC Barcelona                  | 2 | 2 | 0 | 4     |
| Tenerife CajaCanarias         | 2 | 1 | 0 | 3     |
| Nike Running                  | 1 | 2 | 0 | 3     |
| Asics Running                 | 1 | 1 | 1 | 3     |
| Trops-Cueva de Nerja          | 1 | 0 | 1 | 2     |
| Cornellà At.                  | 1 | 0 | 1 | 2     |
| Bilbao Atletismo              | 1 | 0 | 1 | 2     |
| Real Sociedad                 | 1 | 0 | 0 | 1     |
| CAPEX                         | 1 | 0 | 0 | 1     |
| Image FDR                     | 1 | 0 | 0 | 1     |
| Barrutia A.E.                 | 1 | 0 | 0 | 1     |
| Fent Camí Mislata             | 0 | 3 | 3 | 6     |
| Unicaja Jaén Paraíso Interior | 0 | 1 | 2 | 3     |
| S.G. Pontevedra               | 0 | 1 | 2 | 3     |
| L'Hospitalet At.              | 0 | 1 | 2 | 3     |
| At. San Sebastián             | 0 | 1 | 1 | 2     |
| AA Catalunya                  | 0 | 1 | 0 | 1     |
| Atletismo Albacete            | 0 | 1 | 0 | 1     |
| UCAM Murcia                   | 0 | 1 | 0 | 1     |
| Lô Esport Menorca             | 0 | 1 | 0 | 1     |
| At. Intec-Zoiti               | 0 | 1 | 0 | 1     |
| Alcampo Scorpio 71            | 0 | 0 | 2 | 2     |
| Atletismo Piélagos            | 0 | 0 | 2 | 2     |
| Avinent Manresa               | 0 | 0 | 1 | 1     |
| CA Tarragona                  | 0 | 0 | 1 | 1     |
| HOKA                          | 0 | 0 | 1 | 1     |
| Municipal Arganda             | 0 | 0 | 1 | 1     |
| C.A. Sprint Moncada           | 0 | 0 | 1 | 1     |
| Atletismo Alcorcón            | 0 | 0 | 1 | 1     |
| E.A. Majadahonda              | 0 | 0 | 1 | 1     |
| At. Badajoz                   | 0 | 0 | 1 | 1     |
| Atletismo Numantino           | 0 | 0 | 1 | 1     |
| Super Amara BAT               | 0 | 0 | 1 | 1     |
| UCAM-Cartagena                | 0 | 0 | 1 | 1     |

## Otras estadísticas
Algunos datos adicionales sobre la competición:
- Sin contar los relevos, las 38 pruebas del campeonato contaron con la presencia de al menos un campeón anterior, aunque en 5 de ellas no estaba el de 2023. De ellos, 20 atletas (9 hombres y 11 mujeres) consiguieron revalidar el título del año anterior.
- Los atletas que habían ganado más campeonatos de España hasta ese momento, con ocho títulos, eran Sergio Fernández (todos en 400 metros vallas) y Esther Guerrero (cuatro en 800 metros y otros cuatro en 1500 metros). Guerrero ganó su noveno título en esta edición, en los 1500 metros.
- El atleta que llevaba más títulos consecutivos hasta ese momento era el lanzador de peso Carlos Tobalina, con seis; en categoría femenina era la lanzadora de jabalina Arantza Moreno, con cinco. Tobalina se despidió del atletismo de competición consiguiendo aquí su séptimo título consecutivo, mientras que Moreno vio interrumpida su racha.
- La campeona de España más antigua presente en el campeonato fue Aauri Bokesa, campeona de 400 metros en 2009. En categoría masculina, Miguel Ángel López fue campeón de 10 000 metros marcha en 2010.
- La atleta que había ganado más medallas en el campeonato hasta ese momento era Laura Redondo (quince medallas en lanzamiento de martillo). En categoría masculina, tenían trece medallas Adel Mechaal (siete en 1500 metros y seis en 5000 metros) y Carlos Tobalina (todas en lanzamiento de peso). El atleta con más medallas ganadas sin haber conseguido nunca ser campeón de España era Pedro José Martín, con diez medallas en lanzamiento de martillo, pero ninguna de oro; en categoría femenina, Malen Ruiz de Azúa llevaba siete medallas en salto con pértiga sin haber conseguido ninguna de oro. Todos ellos incrementaron su marca con una medalla en esta edición, dos en el caso de Mechaal, si bien Ruiz de Azúa logró su primer campeonato.
- El atleta con más medallas consecutivas hasta ese momento era el citado Carlos Tobalina, que llevaba trece medallas seguidas en lanzamiento de peso desde 2011. Aquí consiguió su decimocuarta y última.
- El club que presentaba más atletas inscritos era el Playas de Castellón, con 71. La federación autonómica con más atletas era la de Cataluña, con 142.
- El atleta de mayor edad fue el marchador José Ignacio Aledo, con 44 años y 8 meses. En categoría femenina, la mediofondista Laura Valdés tenía 36 años y 2 meses en el momento de la competición.
- La atleta más joven fue la saltadora de altura Aitana Alonso, con 15 años y 8 meses. En categoría masculina, el marchador Pablo Zárate tenía 17 años y 2 meses.
- En categoría masculina, el campeón de España más joven fue David González, en salto de altura, con 20 años y 8 meses, mientras que el más veterano fue Carlos Tobalina, en lanzamiento de peso, con 38 años y 10 meses. En cuanto a medallistas, el más joven fue Carlos Dorado, plata en el relevo 4 × 100 m, con 18 años y 3 meses, mientras que el más veterano fue el citado Carlos Tobalina; contando solo pruebas individuales, el medallista más joven fue Daniel González, bronce en 200 m, con 18 años y 11 meses.
- En categoría femenina, la campeona de España más joven fue Ana Irene Elewe, en el relevo 4 × 100 m, con 20 años y 4 meses, mientras que la más veterana fue Laura Redondo, en lanzamiento de martillo, con 35 años y 11 meses; contando solo pruebas individuales, la campeona más joven fue Sofía Cosculluela, en heptatlón, con 20 años y 5 meses. En cuanto a medallistas, la más joven fue Andrea Tankeu, bronce en lanzamiento de peso, con 16 años y 10 meses, mientras que la más veterana fue la citada Laura Redondo.
- En este campeonato hubo varios medallistas múltiples, entre ellos, una doble campeona de España: Daniela Fra, campeona de 400 m vallas y de relevo 4 × 400 m. Además, en categoría femenina, Inés López fue oro en lanzamiento de disco y plata en lanzamiento de peso; Paula García fue oro en 100 m y plata en relevo 4 × 100 m; Paula Sevilla, plata en 200 m y oro en relevo 4 × 100 m; Esther Navero, bronce en 200 m y oro en relevo 4 × 100 m; Blanca Hervás, plata en 400 m y oro en relevo 4 × 400 m; Carla García, bronce en 400 m vallas y oro en relevo 4 × 400 m; y Carmen Avilés, bronce en 400 m y plata en relevo 4 × 400 m. En categoría masculina, Adel Mechaal fue oro en 1500 m y plata en 5000 m; Abel Jordán, oro en 100 m y bronce en 110 m vallas; Iñaki Cañal, plata en 400 m y oro en relevo 4 × 400 m; Ricardo Sánchez, plata en 100 m y bronce en relevo 4 × 100 m; Juan Carlos Castillo, plata en 200 m y bronce en relevo 4 × 100 m; y Javier Lorente, bronce en 400 m vallas y bronce en relevo 4 × 400 m.
- También ha habido varias parejas de hermanos medallistas, incluyendo dos campeones de España: Laura Bankó en 100 m vallas y su hermano Daniel San Juan en relevo 4 × 100 m. Además, Manu Quijera y Nicolás Quijera fueron oro y plata, respectivamente, en lanzamiento de jabalina, mientras que Antía Chamosa fue plata y su hermano Daniel Chamosa, bronce en 10 000 m marcha.